# Eutrepsia mamitus
Eutrepsia mamitus är en fjärilsart som beskrevs av Druce 1889. Eutrepsia mamitus ingår i släktet Eutrepsia och familjen mätare. Inga underarter finns listade i Catalogue of Life.